# Cordignano
Cordignano une commune italienne d'environ 6 900 habitants (2022) située dans la province de Trévise dans la région Vénétie, dans le nord-est de l'Italie.

## Administration
| Période                                  | Période | Identité | Étiquette | Qualité |
| ---------------------------------------- | ------- | -------- | --------- | ------- |
|                                          |         |          |           |         |
| Les données manquantes sont à compléter. |         |          |           |         |

### Communes limitrophes
Caneva, Cappella Maggiore, Colle Umberto, Fregona, Gaiarine, Godega di Sant'Urbano, Orsago, Sacile, Sarmede